# Asura carnea
Asura carnea är en fjärilsart som beskrevs av Gustave Arthur Poujade 1886. Asura carnea ingår i släktet Asura och familjen björnspinnare. Inga underarter finns listade i Catalogue of Life.